# 长安公园 (石家庄市)
长安公园是一个位于石家庄市长安区的石家庄市属公园。始建于1955年5月，于1958年8月1日正式向市民开放。长安公园及人民广场总面积约380亩，人民广场占地面积145.5亩，燕春花园占地9.8亩，公园共有水面70亩，花卉、树木总计两百余种、7.8万余株，绿化覆盖率为90%，年游客量450万余人次。

## 历史沿革
长安公园始建于1955年5月，1958年8月1日正式开放，开放初因公园位置在解放路周围，故取名“解放公园”。1960年伴随着长安路的形成改名“长安公园”一直到20世纪80年代，长安公园一直是石家庄市面积最大的公共园林。
1968年因长安区改名为“东方红区”，长安公园改名为“东方红公园”
1980年东方红区恢复原区名“长安区”，“东方红公园”恢复长安公园的名称。
1999年公园被列入全国百家名园之一。
2000年2月5日，长安公园向游客免费开放。
2003年1月，人民广场二期工程全面竣工，公园和广场形成南北贯通新局面。
2009年6月，在石家庄“三年大变样”中，市政府投资对公园进行再次升级改造。
2019年10月30日，长安公园被确定为石家庄市首批永久性绿地。
2020年5月22日，长安公园三亭桥、长安公园工农兵塑像被评为首批石家庄市历史建筑。